# Замараев, Гавриил Тихонович
Замара́ев Гавриил Тихонович (1758—1823) — русский скульптор, один из основоположников московской декоративно-монументальной скульптуры конца XVIII — начала XIX веков. Владел собственной скульптурной мастерской, лепным декором которой украшены многие московские здания.

## Биография
Выходец из крепостных крестьян помещика Тульской губернии Л. А. Муромцева. Учился в Императорской Академии художеств у Ф. Г. Гордеева и Н. Ф. Жилле. Во время учёбы в Академии получал награды: малая серебряная медаль (1777), большая серебряная (1778) и большая золотая медаль (1779). Выпущен из Академии с аттестатом 1-й степени. Был отправлен пенсионером Академии в Париж (1780). Находился в пенсионерской поездке во Франции (1780—1784), где учился в Парижской академии художеств у скульптора Жана Батиста Пигаля. По возвращении в Россию получил звание «назначенного в академики» (1784) за фигуру «Святой мученик Севастиан» С 1784 года жил и работал в Москве.
Замараев сотрудничал со многими известными московскими зодчими конца XVIII — начала XIX веков: М. Ф. Казаковым, Д. И. Жилярди, И. В. Еготовым, А. Г. Григорьевым. Автор декора Оружейной палаты (барельефа «Крещение россиян св. Владимиром», бюстов и статуй — богатыря Добрыни, князя В. В. Голицына и других), Странноприимного дома (барельефов «Воскрешение Лазаря» и «Избиение младенцев» — в церкви; «Любовь», «Изобилие», «Правосудие» и «Милосердие» — в Столовом зале), Арсенала (арматура), Сенатского дворца (18 горельефных панно в Екатерининском зале). Принимал участие в работах по устройству триумфальных ворот к коронации императора Павла I. В 1818 году выполнил барельеф и герб на фронтоне восстановленного после пожара здания Московского университета. Выполнял многочисленные частные заказы (фризы на фасаде Останкинского дворца, доме графа Румянцева, скульптурный декор зала Благородного собрания и другие). Автор ряда надгробий на кладбище Донского монастыря. Выполненные в мастерской Г. Т. Замараева три маскарона в виде львиных голов на замко́вых камнях использованы в оформлении многих московских зданий.
Умер в 1823 году в нищете, оставив семью на попечение Странноприимного дома.
- Примеры работ Гавриила Замараева
- Горельефные панно в купольном зале Сената (в простенках)
- Фриз на «старом» здании Московского университета (фрагмент)
- Маскароны в виде львиных голов на фасаде усадьбы Гагариных на Поварской улице